# 布盧格拉斯 (愛荷華州)
布盧格拉斯（英語：Blue Grass）是一個位於美國愛荷華州斯科特縣和馬斯卡廷縣的城市。

## 地理
布盧格拉斯的座標為40°30′43″N 94°45′54″W / 40.51194°N 94.76500°W，而該地的平均海拔高度為241米（即791英尺）。

## 人口
根據2010年美國人口普查的數據，布盧格拉斯的面積為7.49平方千米，當中陸地面積為7.49平方千米，而水域面積為0.00平方千米。當地共有人口1452人，而人口密度為每平方千米193人。